# 剣町 (福岡県)
剣町（つるぎまち）は、福岡県鞍手郡にあった町。
町名は、当町南部にある剣岳に由来する。

## 地理
- 河川：遠賀川
- 山岳：剣岳（標高125.6m）
- 町の北部は水田地帯[2]。
- 筑豊炭田の一角に位置し、筑前中山炭鉱の鉱区が展開していた[2]。

## 沿革
- 1889年（明治22年）4月1日 - 町村制施行に伴い、鞍手郡中山村、猪倉村、小牧村が合併して鞍手郡剣村が成立。当時の戸数317、人口1,888人[2]。
- 1891年（明治24年）8月30日 - 筑豊興業鉄道（現・筑豊本線）の若松 - 直方間開通により、当村内（小牧）を通る。駅の設置は無し[3]。
- 1919年（大正8年）3月25日 - 筑豊本線貨物支線の小牧連絡所 - 筑前中山駅（貨物駅）間が開業[3]。
- 1952年（昭和27年）8月1日 - 町制施行し、剣町となる。
- 1955年（昭和30年）1月1日 - 古月村、西川村と合併し、鞍手町となる。

## 交通
- 日本国有鉄道
  - 筑豊本線（貨物支線）：小牧信号場 - 筑前中山駅（貨物駅）

※筑豊本線の本線、貨物支線を含め、旅客扱いをする駅は当時当町内に無かった。

現在はJR九州の鞍手駅、JR西日本の山陽新幹線、九州自動車道と同道の鞍手インターチェンジが旧剣町の地区内に所在し通っているが、いずれも当時は未開通。